# L'Appel
L’Appel, « organe de la Ligue française d'épuration, d'entraide sociale et de collaboration européenne », était une revue collaborationniste française dirigée par Pierre Costantini du Parti Ligue française. Les deux principaux collaborateurs de ce périodique étaient Robert J. Courtine et Paul Riche. Le gérant était Augustin Raymond et le numéro 1 est paru le 6 mars 1941. 
Cette publication est avant tout connue aujourd'hui pour les textes que l'écrivain antisémite Louis-Ferdinand Céline y fit paraître sous l'Occupation. Le futur scénariste et dialoguiste Michel Audiard, alors âgé de 23 ans, y écrit aussi à partir de 1943  : il y publie quelques nouvelles et des articles de critique littéraire,.